# 花月真
花月 真（かげつ まこと、1961年6月21日 - ）は、日本のオペラ歌手。僧侶。
祖父は元衆議院議員の花月純誠。父は文筆家で元新聞記者の花月大誠。叔父は陶芸家であった津田潤一郎。

## 略歴
オペラでは、『ドン・カルロ』『魔笛』『マクベス』『カルメン』など200公演以上で、バスの主要役を演じる。
「愛・地球博記念コンサート」では、日本を代表するバス歌手として招待された。
2011年、オペラ『親鸞、幻の如くなる一期』の主演・台本・プロデュースの成功で、日本の誇るオペラ歌手と賞賛される。
兵庫県立芸術文化センターでの『メリー・ウィドウ』ではジョン・健・ヌッツォ、佐藤しのぶ等のトップアーティストと共演した。
イタリア各地でコンサートや芸術祭にメイン歌手として招待出演しており、日本国内では東京オペラシティーコンサートホール、東京文化会館、愛知県芸術劇場、びわ湖ホール、ザ・シンフォニーホール、兵庫県立芸術文化センターなど著名劇場で演奏した。また、指揮者佐渡裕とのツアーコンサートが毎日放送でテレビ番組となった。
本願寺派寺院の僧侶でもあり、「全国念仏コンサート」では、各地の別院・寺院に出向いて仏教讃歌の演奏と指導をする。2009年10月には築地本願寺本堂で念仏コンサートを開催した。
活動は幅広く、槇原敬之の日本武道館・大阪城ホールのツアーコンサートや、久石譲の西本願寺音舞台のコーラスディレクターをつとめた。
CD『念仏』『いのち』『カンタータ歎異抄』などを録音・制作・ソロ・指揮している。龍谷大学混声合唱団ラポール技術顧問。日本クラシック音楽コンクール西日本大会優勝。イタリア声楽コンコルソ等、入賞入選多数。ベルカント音楽院（イタリア）のディプロマを取得。ブルーノ・ペラガッティに師事。
関西二期会理事、事務局長を歴任。現在、二期会正会員。K2オペラプロディース代表。シードマスター所属。

## CD
- 二度とない人生だから（K2オペラプロディース、VBC-8037、2009年）
- すべての世界に（佼成出版社、KOSE-6200、2009年）